# 릭 애스틀리
리처드 폴 애스틀리(영어: Richard Paul Astley, 1966년 2월 6일 ~ )는 영국의 가수이다. 1985년에 활동을 시작하였으며, 1987년에 1집 앨범인 Whenever You Need Somebody, 2002년에는 Keep It Turned, 2008년에는 The Ultimate Collection을 발표하였다. 대표곡으로는 "Never Gonna Give You Up", "Together Forever", "Whenever You Need Somebody"이 있다.